# ズグロモズモドキ
ズグロモズモドキ (Vireo atricapillus) は、鳥綱スズメ目モズモドキ科モズモドキ属に分類される鳥類。

## 分布
アメリカ合衆国、メキシコ
アメリカ合衆国のオクラホマ州・テキサス州やメキシコのコアウィラ州で繁殖し、冬季になるとメキシコの太平洋岸で越冬する。以前はカンザス州でも繁殖していたが、近年は繁殖していないと考えられている。

## 形態
全長11センチメートル。眼の周囲から、嘴にかけて白い。
オスは頭部から顔が濃色。メスは白色部が小型。

## 生態
野火の後などにできるDiospyros texanaやRhus virens・Sophora segundifloraなどからなる下生えが密生した低木林に生息する。

## 人間との関係
都市開発や農地開発・家畜の放牧による生息地の破壊、野火の減少、コウウチョウによる托卵などにより生息数は激減した。近年は生息数の減少幅は小さくなり安定しているとする見解もあるが、確実な証拠はない。生物保護区で植生を管理する試みが進められたり、コウウチョウの駆除などの対策が進められている。アメリカ合衆国では1987年に法的に保護の対象とされたが、2018年に解除された。